# Microsoft Photo Editor
Microsoft Photo Editor – aplikacja graficzna oparta na programie HALO Desktop Imager. Znajduje się on w pakietach: Office 97, Office 2000, Office XP. 
Służy do obróbki fotografii, obrazów i rysunków. Zdjęcia i obrazy poddawane edycji mogą być pobierane do programu ze skanera, kamery internetowej, cyfrowego aparatu fotograficznego, dyskietki, CD-ROM-u, dysku twardego komputera, innego programu i internetu.
Posiada możliwość zastosowania kilkunastu efektów specjalnych, jak przykładowo symulacja rysunku węglem, przekształcenie obrazu na malowany akwarelą, witraż i wiele innych. Pozwalają one na przekształcenie zdjęcia lub obrazu w bardzo ciekawe grafiki artystyczne.